# 맥라렌 GT
맥라렌 GT(영어: McLaren GT)는 맥라렌 오토모티브에서 2019년부터 생산 중인 스포츠카이다.
2019년 제네바 모터쇼에서 최초로 공개됐지만, 같은 해 5월 15일까지 자세한 내용은 공개되지 않았다.

## 사양

### 엔진
맥라렌 GT는 720S에 탑재된 3,994 cc (4.0 L; 243.7 cu in) 트윈 터보차저 M840T V8 엔진의 새로운 변형을 특징으로 한다.M840TE라는 새로운 전용 코드명을 가진 새 엔진에는 슈퍼 시리즈 변형보다 더 낮은 피크 성능을 제공하지만 더 높은 낮은 RPM 성능과 응답성을 제공하는 더 작은 터보차저가 있다. 정격 출력은 7,000rpm에서 620 PS (456 kW; 612 hp)이고 최대 토크는 5,500rpm에서 465 lb·ft (630 N·m)이다.

### 서스펜션
맥라렌 GT의 서스펜션 시스템은 720S의 시스템에서 파생되었다. 이 차는 전면 및 후면 차축의 더블 위시본과 프로액티브 댐핑 컨트롤이라는 프로액티브 섀시 컨트롤 II 능동 댐핑 시스템의 수정된 버전을 사용한다.

## 맥라렌 GTS (2024년~현재)
맥라렌 GT의 후속 모델로, 선행 모델과 동일한 플랫폼을 기반으로 하며 업데이트된 디자인, 감소된 무게, 동일한 4리터 V8 터보차저 엔진에서 향상된 출력을 제공하며, 2024년 중반에 출시되었다.

## 비디오 게임에서의 등장
- 아스팔트 8: 에어본
- 아스팔트 9: 레전드